# Senegal en los Juegos Olímpicos de Río de Janeiro 2016
Senegal estuvo representado en los Juegos Olímpicos de Río de Janeiro 2016 por un total de 22 deportistas, 6 hombres y 16 mujeres, que compitieron en 8 deportes.
La portadora de la bandera en la ceremonia de apertura fue la luchadora Isabelle Sambou. El equipo olímpico senegalés no obtuvo ninguna medalla en estos Juegos.